# Misjki protiv Judenitja
Misjki protiv Judenitja (ryska: Мишки против Юденича) är en sovjetisk exentrisk spelfilm från 1925, regisserad av Grigorij Kozintsev och Leonid Trauberg.

## Handling
Filmen berättar om en tidningspojke som hamnar i general Judenitj högkvarter under offensiven mot Petrograd 1919.

## Rollista
- Aleksandr Zavjalov
- Polina Pona
- Sergej Gerasimov
- Andrej Kostritjkin
- Jevgenij Kumejko – Nikolaj Judenitj
- Janina Zjejmo